# Черниговский район (Черниговская область)
Черни́говский райо́н (укр. Чернігівський район) — административная единица на западе Черниговской области Украины. Административный центр — город Чернигов.

## География

### Расположение
Район граничит на севере — с Гомельским районом Гомельской области Республики Беларусь, на юге — с Броварским и Вышгородским районами Киевской области, на западе — с Брагинским районом Гомельской области Республики Беларусь, на востоке — с Корюковским и Нежинским районами Черниговской области.

### Гидрография
По территории района протекают реки Десна (приток Днепра), и Пакулька впадающие в Днепр.

### Площадь
Площадь 10 203 км² — (в новых границах) 2547 км² — (в старых границах).

## История
7 марта 1923 года постановлением ВУЦИК в составе Черниговского округа Черниговской губернии Украинской ССР был образован Бобровицкий район с центром в селе Бобровица путём объединения Халявинской и Седневской волостей. В 1925 году была упразднена Черниговская губерния, а 2 сентября 1930 года — Черниговский округ. Решением президиума Черниговского окружного исполкома 29 апреля 1929 года Бобровицкий район был переименован в Черниговский. 15 октября 1932 года в составе УССР была создана Черниговская область и введена трёхступенчатая система управления «район — область — центр», которая сохранялась до административно-территориальной реформы на Украине 2015—2020 годов.
21 января 1959 года к Черниговскому району была присоединена часть территории упразднённого Тупичевского района, а 30 ноября 1960 года — части территорий упразднённых Березнянского и Олишевского районов.
17 июля 2020 года в результате административно-территориальной реформы район был укрупнён, в его состав вошли территории:
- Черниговского района,
- Городнянского района,
- Козелецкого района,
- Куликовского района,
- Репкинского района,
- а также города областного значения Чернигов.

## Население
Численность населения района в укрупнённых границах — 460,9 тыс. человек.
Численность населения района в границах до 17 июля 2020 года по состоянию на 1 января 2020 года — 51 152 человека, из них городского населения — 9 261 человек, сельского — 41 891 человек.
| Год  | Численность, чел. |
| ---- | ----------------- |
| 1959 | 51 005            |
| 1961 | 76 700            |
| 1968 | 96 949            |
| 1983 | 75 767            |
| 2003 | 60 300            |
| 2006 | 57 200            |
| 2018 | 52 435            |
| 2020 | 51 152            |

## Административное устройство
Новый район был создан 17 июля 2020 года путём объединения 20 территориальных общин (громад), в том числе 3 городских, 11 поселковых и 6 сельских общин (в скобках — их административные центры):
- Городские:
  - Черниговская городская община (город Чернигов),
  - Городнянская городская община (город Городня),
  - Остёрская городская община (город Остёр);
- Поселковые:
  - Березнянская поселковая община (пгт Березна),
  - Гончаровская поселковая община (пгт Гончаровское),
  - Деснянская поселковая община (пгт Десна),
  - Добрянская поселковая община (пгт Добрянка),
  - Козелецкая поселковая община (пгт Козелец),
  - Куликовская поселковая община (пгт Куликовка),
  - Любечская поселковая община (пгт Любеч),
  - Михайло-Коцюбинская поселковая община (пгт Михайло-Коцюбинское),
  - Олишевская поселковая община (пгт Олишевка),
  - Репкинская поселковая община (пгт Репки),
  - Седневская поселковая община (пгт Седнев);
- Сельские:
  - Ивановская сельская община (село Ивановка),
  - Киенская сельская община (село Киенка),
  - Киселёвская сельская община (село Киселёвка),
  - Коптевская сельская община (село Копти),
  - Новобелоусская сельская община (село Новый Белоус),
  - Тупичевская сельская община (село Тупичев).

### История деления района
Старый район, существовавший до 17 июля 2020 года, делился на местные советы:
| Черниговский район Черниговской области | Черниговский район Черниговской области | Черниговский район Черниговской области | Черниговский район Черниговской области |
|                                         | Количество местных советов:             |                                         |                                         |
| --------------------------------------- | --------------------------------------- | --------------------------------------- | --------------------------------------- |
| городских                               | поселковых                              | сельских                                |                                         |
| 0                                       | 4                                       | 42                                      |                                         |
|                                         | Количество населённых пунктов:          |                                         |                                         |
| посёлков городского типа                | сёл                                     | посёлков сельского типа                 |                                         |
| 4                                       | 117                                     | 3                                       |                                         |

В старых границах до 17 июля 2020 года в районе всего насчитывалось 124 населенных пункта.

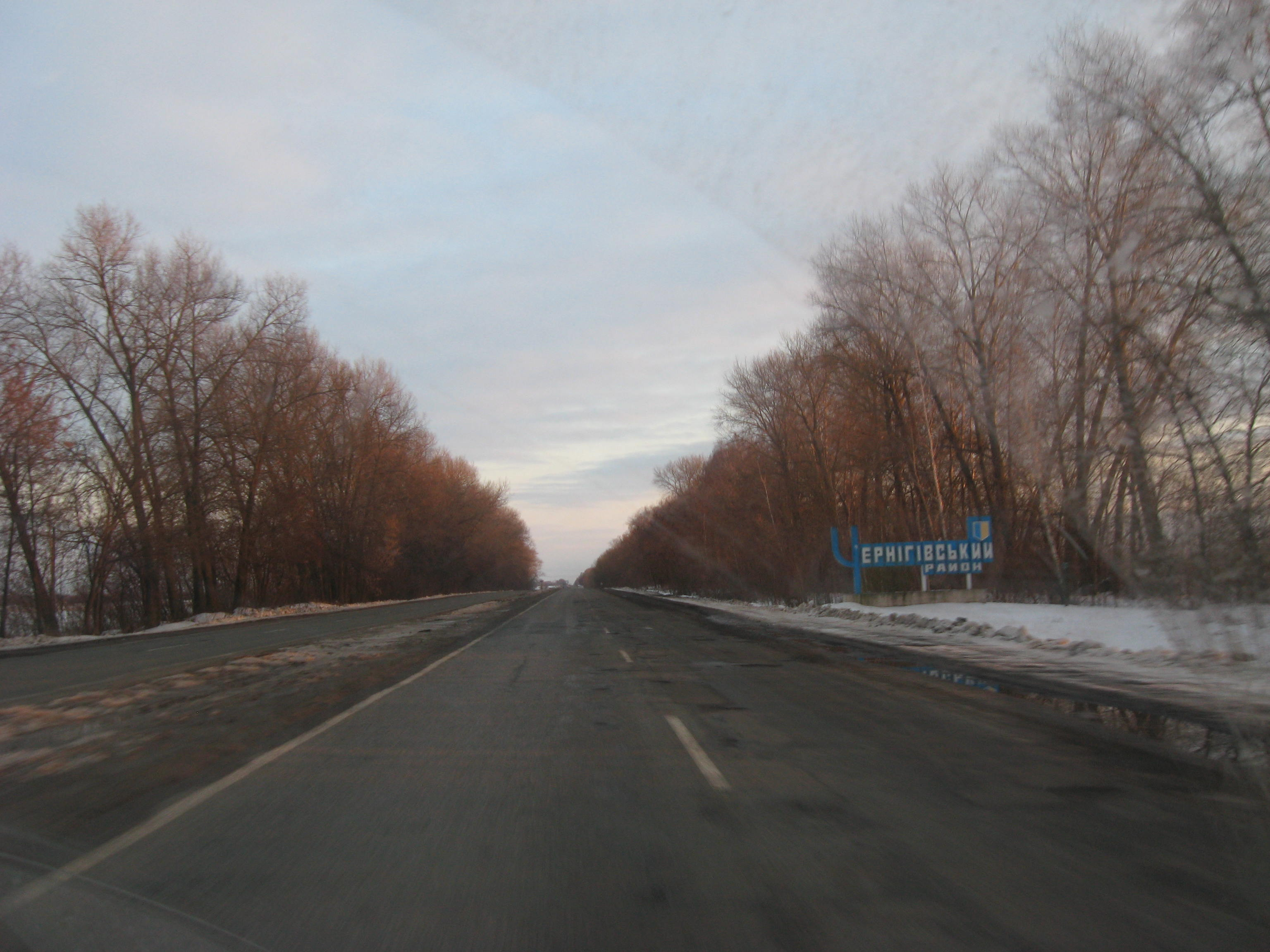
Знак на въезде в Черниговский район на трассе.

## Исчезнувшие населённые пункты
- Конюшевка
- Локотьков
- Пивничное
- Писаревщина

## Археология
Курганный могильник, насчитывавший 315 насыпей, существовал в Седневе с X века. Д. Я. Самоквасовым во второй половине XIX века здесь раскопано шесть дружинных захоронений, содержавших в погребальном инвентаре оружие (копья, топоры, стрелы). Второй половиной X века датируется раскопанное Сергеем Ширинским в Седневе погребение со стеклянными шашками.